# Aconitum fanjingshanicum
Aconitum fanjingshanicum är en ranunkelväxtart som beskrevs av Wen Tsai Wang. Aconitum fanjingshanicum ingår i släktet stormhattar, och familjen ranunkelväxter. Inga underarter finns listade i Catalogue of Life.